# Промоціоне
Промоціоне (італ. Promozione) — шоста ліга чемпіонату Італії з футболу. Третій аматорський дивізіон в ієрархічному порядку, другий на регіональному рівні, організований регіональними комітетами Національної аматорської ліги.
Назва «Промоціоне» вперше використана 1912 року для позначення другого рівня італійського футболу. Нинішній чемпіонат Промоціоне організовується безперервно з 1967 року та його рівень поступово знижувався до 1991 року, коли було засновано Еччеленцу, яка стала головним регіональним чемпіонатом.

## Формат
Оскільки чемпіонати проводяться на регіональному рівні, характеристики різних чемпіонатів не є однорідними по всій Італії, але можуть відрізнятися в деяких деталях, таких як кількість команд-учасниць та кількість команд, що вилітають з чемпіонату. У Трентіно-Альто-Адідже, наприклад, ліги Трентіно та Больцано організовуються безпосередньо відповідними автономними провінційними комітетами.

### Підвищення
Команда, що посіла перше місце в кожній групі, потрапляє до Еччеленци. Між командами, що посіли перші місця, проводяться матчі плей-оф за право підвищення у класі.

### Пониження
Для пониження в класі використовуються різні механізми. Як правило, останні три команди в кожній групі вилітають до Пріма Категорії, але в більшості регіонів були запроваджені стикові матчі, і лише команда, яка посіла останнє місце, безпосередньо вилітає до Пріма категорії.

## Чемпіонати
Кількість учасників може змінюватися з роками. Наступний список оновлений до сезону 2023—2024 років.
- Промоціоне Абруццо (3 групи по 14 команд)
- Промоціоне Базиліката (1 група з 15 команд)
- Промоціоне Калабрія (2 кола по 16 команд)
- Промоціоне Кампанія (4 групи по 16 команд)
- Промоціоне Емілія-Романья (4 групи по 18 команд)
- Промоціоне Фріулі-Венеція-Джулія (2 раунди по 16 команд)[1]
- Промоціоне Лаціо (1 раунд з 16 команд та 4 раунди з 17 команд)
- Промоціоне Лігурія (2 групи по 16 команд)
- Промоціоне Ломбардія (6 груп по 16 команд)
- Промоціоне Марке (2 раунди по 16 команд)
- Промоціоне Молізе (1 група з 16 команд)
- Промоціоне П'ємонт-Валле-д'Аоста (4 групи по 16 команд)
- Промоціоне Апулія (2 групи по 14 команд)
- Промоціоне Сардинія (2 раунди по 18 команд)
- Промоціоне Сицилія (4 групи по 14 команд)
- Промоціоне Тоскана (2 групи по 16 команд та 1 група по 17 команд)
- Промоціоне Трентіно-Альто-Адідже (2 раунди по 16 команд на основі провінцій)[2]
- Промоціоне Умбрія (2 раунди по 16 команд)
- Промоціоне Венето (4 групи по 16 команд) Всього: 873 команди, розділені на 55 груп